# Zajączkowo (Lubawskie)
 Zajączkowo  è un villaggio facente parte dei comuni rurali polacchi nel distretto di Nowe Miasto Lubawskie, nel voivodato della Varmia-Masuria. Da una riforma amministrativa nel 1999, Zajączkowo è uno dei frazioni rurali del gmina Grodziczno.

## Geografia fisica
Zajączkowo è un villaggio rurale nella pianura della terra di Chełmno. La frazione geografica si trova 22,8 km a nord di Lidzbark e 7,1 km a sud di Lubawa. Zajączkowo dista circa 5,4 km da Grodziczno. La capitale del distretto Nowe Miasto Lubawskie si trova a 7,5 km. I villaggi più vicini sono Jakubkowo (1,5 km) e Kuligi (1,7 km). Le grandi città più vicine sono Olsztyn a est e Toruń a ovest.

## Storia

### Le origini della regione Lubawskie
La storia di Zajączkowo è indissolubilmente legata alla storia della regione di Lubawskie. All'inizio del secondo millennio il territorio intorno a Lubawa e Nowe Miasto Lubawskie era abitato da slavi e prussiani baltici. Notevoli resti di quest'ultimo sopravvivono ancora nel dialetto locale. A questo periodo dell'Alto Medioevo risale anche la fortezza di montagna sul fiume Wel nella vicina Jakubkowo. Cambiamenti fondamentali arrivarono con la colonizzazione sotto la guida dell'Ordine teutonico, comunemente noto come i Cavalieri Teutonici, che arrivarono qui nel 1226. Come parte della cristianizzazione, i cavalieri fondarono città e villaggi.

### La stazione ferroviaria di Zajączkowo Lubawskie
La stazione ferroviaria del villaggio fu aperta il 1 ottobre 1876. Inizialmente la fermata si chiamava Zajonskowo, ma nel 1903 venne ribattezzata Zajączkowo. Dopo che la Repubblica di Polonia riacquistò l'indipendenza nel gennaio 1920, la stazione ricevette il nome attuale Zajączkowo Lubawskie. A causa della seconda guerra mondiale, nel 1940 il nome venne cambiato in Seinskau. Dopo la fine della guerra (1945) la stazione fu rinominata Zajączkowo Lubawskie. Dal 1923 questa stazione è una fermata permanente sulla linea Varsavia – Danzica.

## Monumenti e luoghi d'interesse
Nella vicina Jakubkowo si trova un grande parco paesaggistico con un palazzo dell'Ottocento.

## Infrastrutture e trasporti
- Zajączkowo ha una propria stazione ferroviaria.[8]
- L'aeroporto più vicino è l'Aeroporto della Masuria di Szczytno-Szymany.